# Pilot Rock
Pilot Rock é uma cidade localizada no estado norte-americano de Oregon, no Condado de Umatilla.

## Demografia
Segundo o censo norte-americano de 2000, a sua população era de 1532 habitantes.
Em 2006, foi estimada uma população de 1514, um decréscimo de 18 (-1.2%).

## Geografia
De acordo com o United States Census Bureau tem uma área de
2,0 km², dos quais 2,0 km² cobertos por terra e 0,0 km² cobertos por água. Pilot Rock localiza-se a aproximadamente 519 m acima do nível do mar.

## Localidades na vizinhança
O diagrama seguinte representa as localidades num raio de 24 km ao redor de Pilot Rock.